# Cartuja de Escaladei
La cartuja de Escaladei o Scala Dei fue un monasterio cartujo situado en el municipio español de La Morera de Montsant, en la comarca catalana de El Priorato, Tarragona. Fundada en el siglo XII, se considera que fue la primera cartuja de la península ibérica.

## Historia

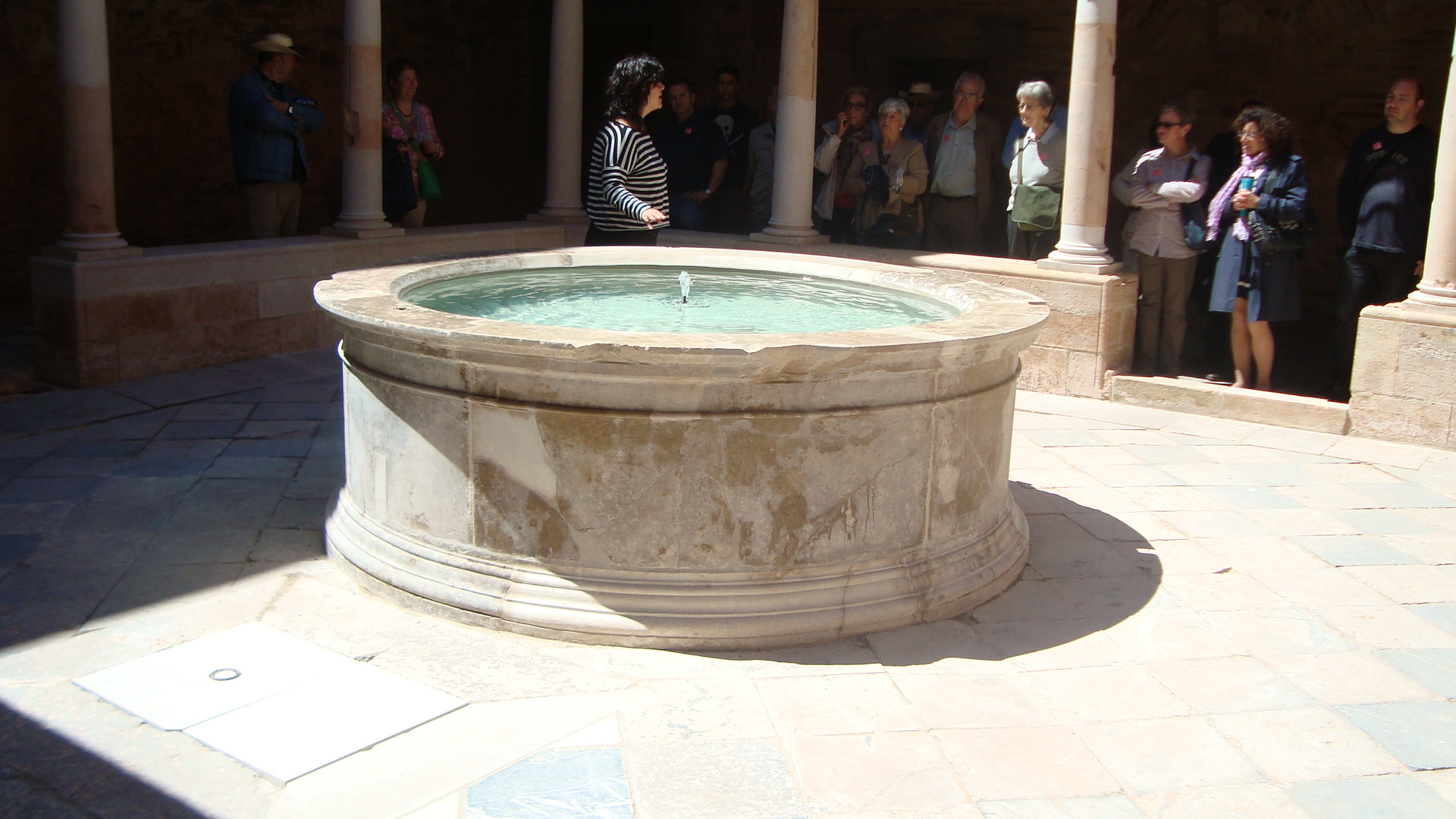
Fuente

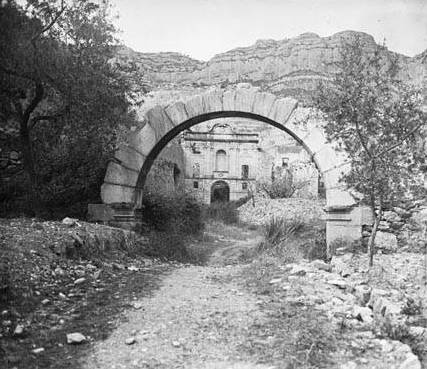
Arcada de la Cartuja a principios del siglo.

Su origen se remonta al año 1194 en el que el rey Alfonso II de Aragón donó las tierras en las que más tarde se levantó la cartuja. Posteriormente se realizaron sucesivas remodelaciones hasta llegar al siglo XVIII en el que había tres claustros y hasta 30 celdas. Fue un centro de interés religioso y contaba con una importante escuela pictórica encabezada por Joaquín Juncosa. El nombre actual de la comarca, El Priorato, procede de la existencia de esta cartuja, aunque el territorio actual es menos extenso que los dominios originales de la cartuja. En 1835 tras la desamortización se abandonó la comunidad lo que derivó en la destrucción del conjunto. En la actualidad, es posible visitar las ruinas en las que se puede contemplar el portal barroco de la Madre de Dios, la iglesia y una celda reconstruida que cuenta con el mobiliario y los utensilios propios de la vida monástica, lo que nos permite imaginar el modo de vida de los monjes cartujos. Está ubicada al pie de la Sierra de Montsant, lugar de gran belleza paisajística.

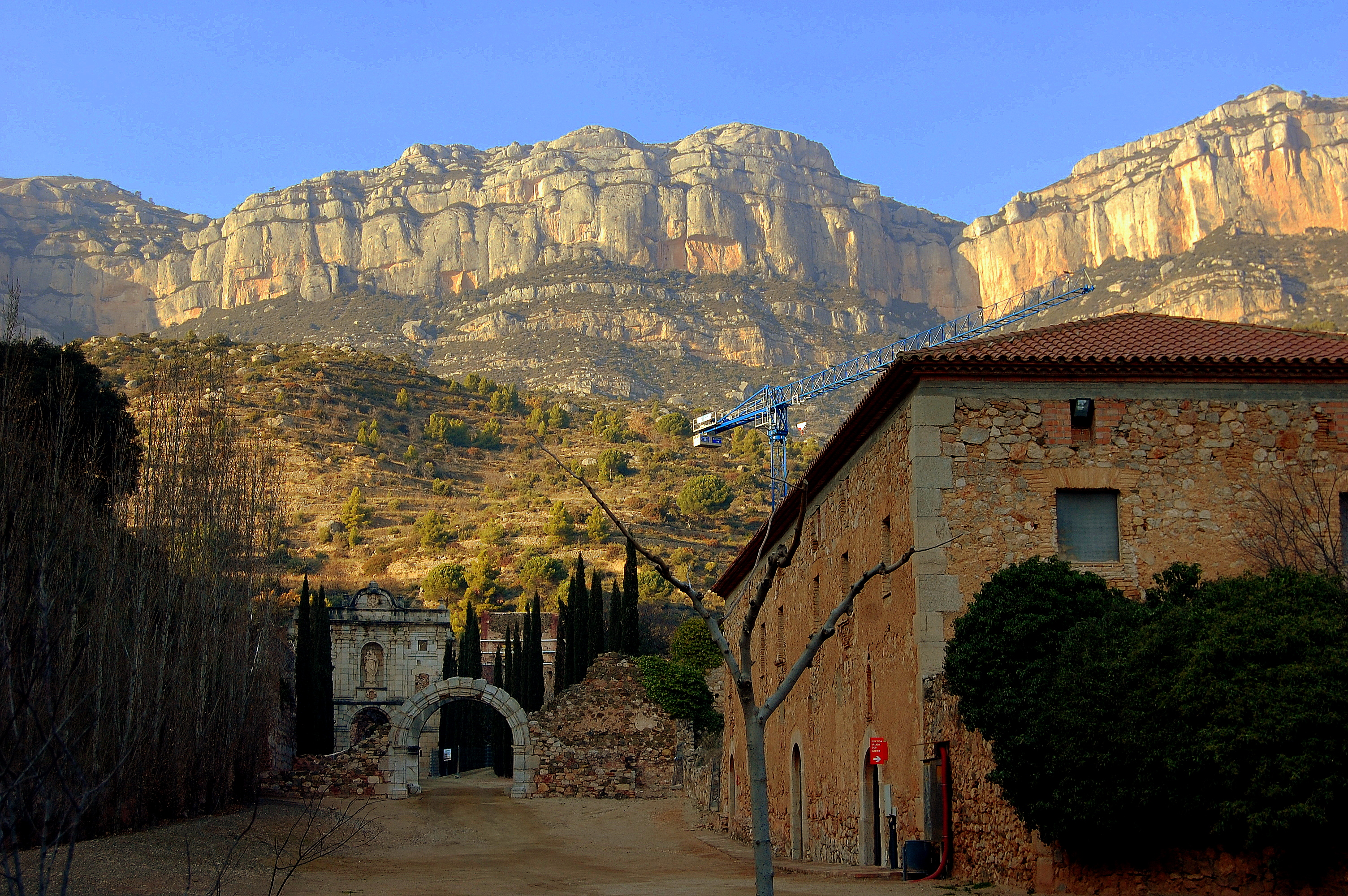
Vista de la cartuja en la actualidad

La cartuja de Escaladei se encuentra situada en el pueblo de mismo nombre, término municipal de La Morera de Montsant. En 1990 sus propietarios, la familia de viticultores "Peyra", la donaron a la Generalidad de Cataluña y se puede visitar desde 1993. El cenobio, declarado bien cultural de interés nacional, data del siglo XII y fue el primero de la orden de San Bruno en la península ibérica.
La cartuja de Escaladei participó activamente en la fundación de las cartujas de San Pol de Mar (1269) en Cataluña, Vall de Cristo (1385) en el Reino de Valencia, de Nuestra Señora de las Fuentes (1507) en Aragón, y de las cartujas de El Paular (1390) y Miraflores (1442) en Castilla. También participó en la fundación de otra cartuja llamada Escaladei cerca de Évora, Portugal fundada en (1585) y que fue la primera cartuja portuguesa.
Escaladei fue un punto de referencia para los monasterios en el proceso que, en el siglo XVIII condujo a la creación de la Congregación Nacional de Cartujas Españolas independiente de la Grande Chartreuse, casa central de la orden en Grenoble (Francia).
La cartuja fue fundamental en el origen del cultivo de la vid en la región que actualmente conforma la "Denominación de Origen Calificada Priorato". La cartuja cuenta todavía con una bodega.

## Leyenda

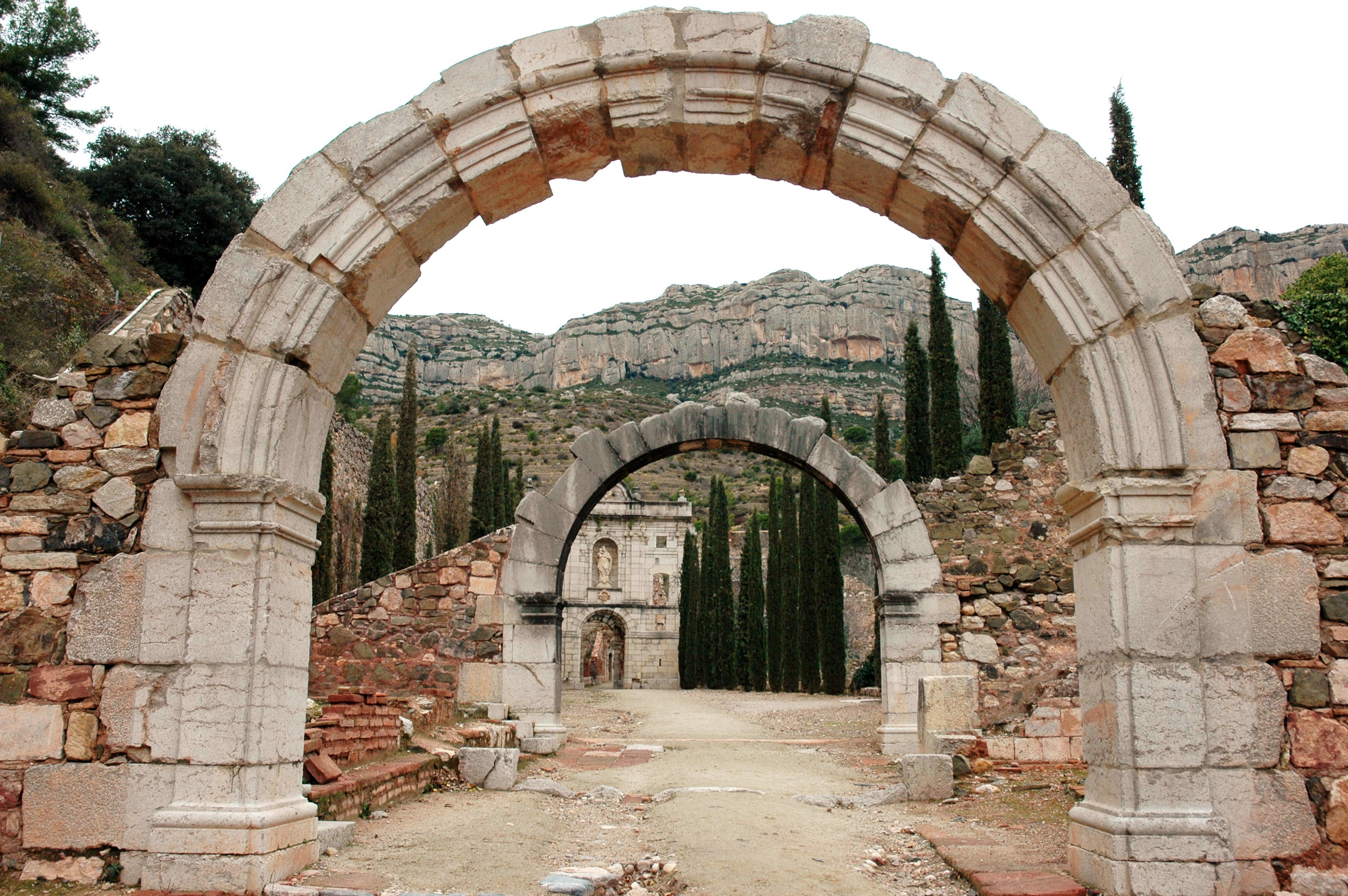
Arcos entre las ruinas

Dice la leyenda que el rey Alfonso II de Aragón decidió hacer donación de unas tierras a la Orden de los Cartujos para que construyeran un monasterio. La casa madre envió unos monjes a buscar el lugar más adecuado a sus necesidades.
Durante la investigación, encontraron un pastor que les explicó que en sueños veía unos ángeles que subían al cielo por unas escaleras apoyadas en la cepa de un pino que había en el lugar donde él pastaba sus rebaños. Los monjes lo interpretaron como una señal de Dios y allí mismo construyeron un pequeño claustro que sería el origen de la Cartuja de Santa Maria de Escaladei, que significa "escalera hacia Dios".

## Curiosidades
Parece ser que fue en la cartuja de Escaladei donde se inventó el postre conocido como manjar blanco.